# Eka Esu Williams
Ekanem Esu Williams (sinh năm 1950) là một nhà hoạt động miễn dịch và nhà hoạt động người Nigeria.
Sinh ra ở miền bắc Nigeria, Williams là người thứ ba trong số tám người con. Cô nhận bằng của Đại học Nigeria năm 1975 và năm 1984 lấy bằng tiến sĩ về miễn dịch học tại Đại học London. Năm 1985, cô trở về Nigeria để nhận một bài đăng tại Đại học Calabar; Hai năm sau, cô được thông qua để quảng bá, vì cảm thấy rằng cô đã có nhiều hơn một người phụ nữ có thể mong đợi. Cô thành lập Hội Phụ nữ và AIDS ở Châu Phi năm 1998. Williams là người được ủy thác của The Listen Charity Nam Phi, và là một nhân viên chương trình của Quỹ Ford.